# 2013-as férfi kézilabda-világbajnokság-selejtező
A 2013-as férfi kézilabda-világbajnokság európai selejtezőjét 2011 novemberétől 2012 júniusáig játsszák. A selejtezőnek két fázisa van. Az első fordulóban azok a csapatok mérkőznek meg, amelyek nem jutottak ki a 2012-es férfi kézilabda-Európa-bajnokságra. A 21 csapatot 7 darab háromcsapatos csoportba osztották. Minden csoportból az első helyezett jutott tovább a második körbe. A második körben az Eb 5–16. helyezettjei és az előselejtezők hét csoportgyőztese mérkőzik meg a 2013-as férfi kézilabda-világbajnokságra való kijutásért.

## Első forduló
| Jelmagyarázat                                             |
| --------------------------------------------------------- |
| A csoportok első helyezettjei bejutottak a második körbe. |

Az első fordulóban a csapatok mindkét másik csapattal két mérkőzést játszottak, egyet hazai környezetben, egyet idegenben, így minden csoportban összesen hat mérkőzésre került sor. A csoportgyőztesek továbbjutottak a pótselejtezőbe.

### 1. csoport
| Csapat         | M | Gy | D | V | G+  | G–  | Gk  | P |
| -------------- | - | -- | - | - | --- | --- | --- | - |
| Ausztria       | 4 | 4  | 0 | 0 | 148 | 99  | 49  | 8 |
| Izrael         | 4 | 2  | 0 | 2 | 111 | 117 | −6  | 4 |
| Nagy-Britannia | 4 | 0  | 0 | 4 | 92  | 135 | −43 | 0 |

| 2011. november 2. 19:00 | Nagy-Britannia | 26 – 29     | Izrael     | Crystal Palace National Sports Centre, London Nézőszám: 400 Játékvezetők: Mata, Lopez, (ESP) |
| 2011. november 2. 19:00 | Larsson 9      | (14–16)     | Pomeranz 7 | Crystal Palace National Sports Centre, London Nézőszám: 400 Játékvezetők: Mata, Lopez, (ESP) |
| 2011. november 2. 19:00 | 5× 2×          | Jegyzőkönyv | 6× 3×      | Crystal Palace National Sports Centre, London Nézőszám: 400 Játékvezetők: Mata, Lopez, (ESP) |

| 2011. november 6. 19:00 | Izrael | 29 – 20     | Nagy-Britannia | Maccabi handball House, Maccabi Nézőszám: 750 Játékvezetők: Chaskis, Tsakonas, (GRE) |
| 2011. november 6. 19:00 | Tal 6  | (13–13)     | Garnham 5      | Maccabi handball House, Maccabi Nézőszám: 750 Játékvezetők: Chaskis, Tsakonas, (GRE) |
| 2011. november 6. 19:00 | 3× 3×  | Jegyzőkönyv | 5× 3×          | Maccabi handball House, Maccabi Nézőszám: 750 Játékvezetők: Chaskis, Tsakonas, (GRE) |

| 2012. január 5. 20:20 | Ausztria  | 37 – 22     | Nagy-Britannia | Sporthalle Tulln, Tulln Nézőszám: 1000 Játékvezetők: Stenrand, Birch, (DEN) |
| 2012. január 5. 20:20 | Santos 12 | (19–8)      | Larsson 6      | Sporthalle Tulln, Tulln Nézőszám: 1000 Játékvezetők: Stenrand, Birch, (DEN) |
| 2012. január 5. 20:20 | 3× 3×     | Jegyzőkönyv | 2× 3×          | Sporthalle Tulln, Tulln Nézőszám: 1000 Játékvezetők: Stenrand, Birch, (DEN) |

| 2012. január 8. 14:00 | Nagy-Britannia | 24 – 40     | Ausztria | Crystal Palace National Sports Centre, London Nézőszám: 550 Játékvezetők: Kouz, Zhoba, (UKR) |
| 2012. január 8. 14:00 | Hare 6         | (13–17)     | Weber 12 | Crystal Palace National Sports Centre, London Nézőszám: 550 Játékvezetők: Kouz, Zhoba, (UKR) |
| 2012. január 8. 14:00 | 5× 3×          | Jegyzőkönyv | 4× 2× 1× | Crystal Palace National Sports Centre, London Nézőszám: 550 Játékvezetők: Kouz, Zhoba, (UKR) |

| 2012. január 11. 19:15 | Izrael   | 31 – 40     | Ausztria           | Maccabi handball House, Maccabi Nézőszám: 800 Játékvezetők: Malasinskas, Grigalionis, (LTU) |
| 2012. január 11. 19:15 | Neeman 6 | (17–19)     | Santos, Szilágyi 8 | Maccabi handball House, Maccabi Nézőszám: 800 Játékvezetők: Malasinskas, Grigalionis, (LTU) |
| 2012. január 11. 19:15 | 4× 3×    | Jegyzőkönyv | 7× 3×              | Maccabi handball House, Maccabi Nézőszám: 800 Játékvezetők: Malasinskas, Grigalionis, (LTU) |

| 2012. január 14. 20:20 | Ausztria | 31 – 22     | Izrael   | BSFZ Südstadt, Maria Enzersdorf Nézőszám: 1500 Játékvezetők: Stark, Stefan, (ROU) |
| 2012. január 14. 20:20 | Weber 8  | (13–9)      | Halifi 8 | BSFZ Südstadt, Maria Enzersdorf Nézőszám: 1500 Játékvezetők: Stark, Stefan, (ROU) |
| 2012. január 14. 20:20 | 2× 3×    | Jegyzőkönyv | 5× 2×    | BSFZ Südstadt, Maria Enzersdorf Nézőszám: 1500 Játékvezetők: Stark, Stefan, (ROU) |

### 2. csoport
| Csapat      | M | Gy | D | V | G+  | G–  | Gk  | P |
| ----------- | - | -- | - | - | --- | --- | --- | - |
| Portugália  | 4 | 4  | 0 | 0 | 121 | 95  | 26  | 8 |
| Ukrajna     | 4 | 2  | 0 | 2 | 110 | 92  | 18  | 4 |
| Törökország | 4 | 0  | 0 | 4 | 92  | 127 | −35 | 0 |

| 2011. november 2. 19:00 | Törökország | 24 – 26     | Ukrajna | Mersin Nézőszám: 700 Játékvezetők: Buache, Meyer, (SUI) |
| 2011. november 2. 19:00 | Döne 12     | (11–13)     | Burka 7 | Mersin Nézőszám: 700 Játékvezetők: Buache, Meyer, (SUI) |
| 2011. november 2. 19:00 | 3× 3×       | Jegyzőkönyv | 5× 2×   | Mersin Nézőszám: 700 Játékvezetők: Buache, Meyer, (SUI) |

| 2011. november 6. 17:00 | Ukrajna       | 32 – 20     | Törökország | Palace of Sports Yunost, Zaporozhye Nézőszám: 1100 Játékvezetők: Sivak, Dvorsky, (SVK) |
| 2011. november 6. 17:00 | Onufryienko 6 | (16–7)      | Döne 6      | Palace of Sports Yunost, Zaporozhye Nézőszám: 1100 Játékvezetők: Sivak, Dvorsky, (SVK) |
| 2011. november 6. 17:00 | 9× 3×         | Jegyzőkönyv | 9× 3× 1×    | Palace of Sports Yunost, Zaporozhye Nézőszám: 1100 Játékvezetők: Sivak, Dvorsky, (SVK) |

| 2012. január 4. 20:15 | Portugália                 | 35 – 22     | Törökország | Lamego Nézőszám: 2000 Játékvezetők: Pandzic, Mosorinski, (SRB) |
| 2012. január 4. 20:15 | Ramos Magalhaes, Tavares 6 | (16–14)     | Döne 9      | Lamego Nézőszám: 2000 Játékvezetők: Pandzic, Mosorinski, (SRB) |
| 2012. január 4. 20:15 | 2× 3×                      | Jegyzőkönyv | 1× 3×       | Lamego Nézőszám: 2000 Játékvezetők: Pandzic, Mosorinski, (SRB) |

| 2012. január 8. 19:00 | Törökország | 26 – 34     | Portugália | Edip Burhan Sport Hall, Mersin Nézőszám: 700 Játékvezetők: Dentz, Reibel, (FRA) |
| 2012. január 8. 19:00 | Özbahar 6   | (16–16)     | Tavares 11 | Edip Burhan Sport Hall, Mersin Nézőszám: 700 Játékvezetők: Dentz, Reibel, (FRA) |
| 2012. január 8. 19:00 | 6× 3×       | Jegyzőkönyv | 5× 3×      | Edip Burhan Sport Hall, Mersin Nézőszám: 700 Játékvezetők: Dentz, Reibel, (FRA) |

| 2012. január 12. 18:00 | Ukrajna         | 21 – 25     | Portugália        | Citysporthall, Zaporozhye Nézőszám: 2500 Játékvezetők: Cvetko, Kavalar, (SLO) |
| 2012. január 12. 18:00 | három játékos 3 | (7–12)      | Ramos Magalhaes 8 | Citysporthall, Zaporozhye Nézőszám: 2500 Játékvezetők: Cvetko, Kavalar, (SLO) |
| 2012. január 12. 18:00 | 2× 3×           | Jegyzőkönyv | 3× 3×             | Citysporthall, Zaporozhye Nézőszám: 2500 Játékvezetők: Cvetko, Kavalar, (SLO) |

| 2012. január 15. 15:00 | Portugália | 27 – 26     | Ukrajna             | Nave Polivalenta de Espinho, Espinho Nézőszám: 2500 Játékvezetők: Leandersson, Lindroos, (FIN) |
| 2012. január 15. 15:00 | Pedroso 7  | (15–13)     | Burka, Kozakevych 5 | Nave Polivalenta de Espinho, Espinho Nézőszám: 2500 Játékvezetők: Leandersson, Lindroos, (FIN) |
| 2012. január 15. 15:00 | 8× 3×      | Jegyzőkönyv | 7× 3× 2×            | Nave Polivalenta de Espinho, Espinho Nézőszám: 2500 Játékvezetők: Leandersson, Lindroos, (FIN) |

### 3. csoport
| Csapat     | M | Gy | D | V | G+  | G–  | Gk  | P |
| ---------- | - | -- | - | - | --- | --- | --- | - |
| Montenegró | 4 | 4  | 0 | 0 | 135 | 118 | 17  | 8 |
| Lettország | 4 | 2  | 0 | 2 | 126 | 120 | 6   | 4 |
| Belgium    | 4 | 0  | 0 | 4 | 117 | 140 | −23 | 0 |

| 2011. november 2. 20:15 | Belgium        | 29 – 36     | Lettország            | Lange Munte, Kortrijk Nézőszám: 1600 Játékvezetők: Santos, Fonseca, (POR) |
| 2011. november 2. 20:15 | Cauwenberghs 6 | (12–21)     | Jurdzs, Lilienfelds 7 | Lange Munte, Kortrijk Nézőszám: 1600 Játékvezetők: Santos, Fonseca, (POR) |
| 2011. november 2. 20:15 | 2× 2×          | Jegyzőkönyv | 3× 2×                 | Lange Munte, Kortrijk Nézőszám: 1600 Játékvezetők: Santos, Fonseca, (POR) |

| 2011. november 5. 15:05 | Lettország              | 32 – 28     | Belgium        | Sports Centre Dobele, Dobele Nézőszám: 1000 Játékvezetők: Mäkinen, Jonsson, (SWE) |
| 2011. november 5. 15:05 | Krištopāns, Pavlovičs 7 | (18–13)     | Cauwenberghs 6 | Sports Centre Dobele, Dobele Nézőszám: 1000 Játékvezetők: Mäkinen, Jonsson, (SWE) |
| 2011. november 5. 15:05 | 9× 3×                   | Jegyzőkönyv | 4× 3×          | Sports Centre Dobele, Dobele Nézőszám: 1000 Játékvezetők: Mäkinen, Jonsson, (SWE) |

| 2012. január 4. 18:00 | Montenegró | 35 – 27     | Belgium      | Sala RK Lovćen, Cetinje Nézőszám: 1000 Játékvezetők: Katsikis, Michailidis, (GRE) |
| 2012. január 4. 18:00 | Rakčević 8 | (18–13)     | Houbrechts 6 | Sala RK Lovćen, Cetinje Nézőszám: 1000 Játékvezetők: Katsikis, Michailidis, (GRE) |
| 2012. január 4. 18:00 | 1× 3×      | Jegyzőkönyv | 4× 2×        | Sala RK Lovćen, Cetinje Nézőszám: 1000 Játékvezetők: Katsikis, Michailidis, (GRE) |

| 2012. január 11. 19:05 | Lettország  | 30 – 31     | Montenegró | Sports Centre Dobele, Dobele Nézőszám: 900 Játékvezetők: Togstad, Kristiansen, (NOR) |
| 2012. január 11. 19:05 | Pavlovičs 6 | (14–17)     | Melić 9    | Sports Centre Dobele, Dobele Nézőszám: 900 Játékvezetők: Togstad, Kristiansen, (NOR) |
| 2012. január 11. 19:05 | 3× 3×       | Jegyzőkönyv | 2× 3×      | Sports Centre Dobele, Dobele Nézőszám: 900 Játékvezetők: Togstad, Kristiansen, (NOR) |

| 2012. január 14. 18:00 | Montenegró | 32 – 28     | Lettország     | Sala RK Lovćen, Cetinje Nézőszám: 1000 Játékvezetők: Erdogan, Özdeniz, (TUR) |
| 2012. január 14. 18:00 | Melić 7    | (15–14)     | négy játékos 5 | Sala RK Lovćen, Cetinje Nézőszám: 1000 Játékvezetők: Erdogan, Özdeniz, (TUR) |
| 2012. január 14. 18:00 | 8× 3× 1×   | Jegyzőkönyv | 2× 3×          | Sala RK Lovćen, Cetinje Nézőszám: 1000 Játékvezetők: Erdogan, Özdeniz, (TUR) |

### 4. csoport
| Csapat     | M | Gy | D | V | G+  | G–  | Gk | P |
| ---------- | - | -- | - | - | --- | --- | -- | - |
| Hollandia  | 4 | 3  | 1 | 0 | 119 | 112 | 7  | 7 |
| Észtország | 4 | 1  | 1 | 2 | 121 | 119 | 2  | 3 |
| Finnország | 4 | 1  | 0 | 3 | 104 | 113 | −9 | 2 |

| 2011. november 2. 19:00 | Finnország | 23 – 26     | Hollandia | Energia Areena, Vantaa Nézőszám: 2200 Játékvezetők: Rutkovskis, Dzerve, (LAT) |
| 2011. november 2. 19:00 | Karlsson 5 | (9–16)      | Miedema 7 | Energia Areena, Vantaa Nézőszám: 2200 Játékvezetők: Rutkovskis, Dzerve, (LAT) |
| 2011. november 2. 19:00 | 2×         | Jegyzőkönyv | 2× 2×     | Energia Areena, Vantaa Nézőszám: 2200 Játékvezetők: Rutkovskis, Dzerve, (LAT) |

| 2011. november 5. 19:30 | Hollandia         | 29 – 26     | Finnország           | Sportcentrum Glanerbrook, Geleen Nézőszám: 1000 Játékvezetők: Mykolaitis, Sniurevicius, (LTU) |
| 2011. november 5. 19:30 | Konitz, Schagen 6 | (11–14)     | Karlsson, Rönnberg 7 | Sportcentrum Glanerbrook, Geleen Nézőszám: 1000 Játékvezetők: Mykolaitis, Sniurevicius, (LTU) |
| 2011. november 5. 19:30 | 3× 3×             | Jegyzőkönyv | 1× 3×                | Sportcentrum Glanerbrook, Geleen Nézőszám: 1000 Játékvezetők: Mykolaitis, Sniurevicius, (LTU) |

| 2012. január 5. 20:00 | Észtország          | 31 – 27     | Finnország           | Mesikäpa Hall, Põlva Nézőszám: 1000 Játékvezetők: Schaller, Wutzler, (GER) |
| 2012. január 5. 20:00 | Jaanimaa, Patrail 7 | (17–18)     | Karlsson, Skogberg 7 | Mesikäpa Hall, Põlva Nézőszám: 1000 Játékvezetők: Schaller, Wutzler, (GER) |
| 2012. január 5. 20:00 | 4× 2×               | Jegyzőkönyv | 5× 2×                | Mesikäpa Hall, Põlva Nézőszám: 1000 Játékvezetők: Schaller, Wutzler, (GER) |

| 2012. január 7. 13:30 | Finnország  | 28 – 27     | Észtország | Sisu Arena, Karis Nézőszám: 750 Játékvezetők: Leszczynski, Piechota, (POL) |
| 2012. január 7. 13:30 | Karlsson 12 | (14–14)     | Mägi 5     | Sisu Arena, Karis Nézőszám: 750 Játékvezetők: Leszczynski, Piechota, (POL) |
| 2012. január 7. 13:30 | 2× 3×       | Jegyzőkönyv | 2× 2×      | Sisu Arena, Karis Nézőszám: 750 Játékvezetők: Leszczynski, Piechota, (POL) |

| 2012. január 11. 19:30 | Hollandia | 35 – 35     | Észtország | Sportcentrum Glanerbrook, Geleen Nézőszám: 1000 Játékvezetők: Bernet, Wick, (SUI) |
| 2012. január 11. 19:30 | Konitz 8  | (19–20)     | Pinnonen 7 | Sportcentrum Glanerbrook, Geleen Nézőszám: 1000 Játékvezetők: Bernet, Wick, (SUI) |
| 2012. január 11. 19:30 | 5× 3×     | Jegyzőkönyv | 3× 3× 1×   | Sportcentrum Glanerbrook, Geleen Nézőszám: 1000 Játékvezetők: Bernet, Wick, (SUI) |

| 2012. január 14. 16:00 | Észtország | 28 – 29     | Hollandia | Mesikäpa Hall, Põlva Nézőszám: 1000 Játékvezetők: Kékes, Kékes, (HUN) |
| 2012. január 14. 16:00 | Patrail 11 | (13–14)     | Adams 9   | Mesikäpa Hall, Põlva Nézőszám: 1000 Játékvezetők: Kékes, Kékes, (HUN) |
| 2012. január 14. 16:00 | 2× 3×      | Jegyzőkönyv | 8× 3× 1×  | Mesikäpa Hall, Põlva Nézőszám: 1000 Játékvezetők: Kékes, Kékes, (HUN) |

### 5. csoport
| Csapat      | M | Gy | D | V | G+  | G–  | Gk  | P |
| ----------- | - | -- | - | - | --- | --- | --- | - |
| Litvánia    | 4 | 2  | 2 | 0 | 111 | 100 | 11  | 6 |
| Svájc       | 4 | 2  | 1 | 1 | 114 | 106 | 8   | 5 |
| Olaszország | 4 | 0  | 1 | 3 | 104 | 123 | −19 | 1 |

| 2011. november 2. 18:00 | Olaszország | 25 – 27     | Svájc     | Sporthalle Sportzone Süd, Brixen Nézőszám: 1000 Játékvezetők: Lah, Sok, (SLO) |
| 2011. november 2. 18:00 | Carrara 6   | (17–14)     | Liniger 9 | Sporthalle Sportzone Süd, Brixen Nézőszám: 1000 Játékvezetők: Lah, Sok, (SLO) |
| 2011. november 2. 18:00 | 4× 3×       | Jegyzőkönyv | 4× 3×     | Sporthalle Sportzone Süd, Brixen Nézőszám: 1000 Játékvezetők: Lah, Sok, (SLO) |

| 2011. november 6. 15:30 | Svájc    | 37 – 29     | Olaszország | BBC Arena, Schaffhausen Nézőszám: 1500 Játékvezetők: Schulze, Tönnies, (GER) |
| 2011. november 6. 15:30 | Schmid 9 | (19–14)     | Maione 11   | BBC Arena, Schaffhausen Nézőszám: 1500 Játékvezetők: Schulze, Tönnies, (GER) |
| 2011. november 6. 15:30 | 4× 2×    | Jegyzőkönyv | 4× 3×       | BBC Arena, Schaffhausen Nézőszám: 1500 Játékvezetők: Schulze, Tönnies, (GER) |

| 2012. január 5. 19:00 | Litvánia        | 34 – 25     | Olaszország | Siemens Arena, Vilnius Nézőszám: 2500 Játékvezetők: Horváth, Marton, (HUN) |
| 2012. január 5. 19:00 | három játékos 5 | (15–9)      | Gaeta 6     | Siemens Arena, Vilnius Nézőszám: 2500 Játékvezetők: Horváth, Marton, (HUN) |
| 2012. január 5. 19:00 | 5× 3×           | Jegyzőkönyv | 4× 2×       | Siemens Arena, Vilnius Nézőszám: 2500 Játékvezetők: Horváth, Marton, (HUN) |

| 2012. január 7. 21:00 | Olaszország | 25 – 25     | Litvánia   | Cologne Nézőszám: 900 Játékvezetők: Cacador, Nicolau, (POR) |
| 2012. január 7. 21:00 | Carrara 6   | (14–11)     | Novickis 6 | Cologne Nézőszám: 900 Játékvezetők: Cacador, Nicolau, (POR) |
| 2012. január 7. 21:00 | 3× 3×       | Jegyzőkönyv | 3× 3× 1×   | Cologne Nézőszám: 900 Játékvezetők: Cacador, Nicolau, (POR) |

| 2012. január 12. 20:00 | Svájc           | 26 – 28     | Litvánia    | BBC Arena, Schaffhausen Nézőszám: 1100 Játékvezetők: San Jose, Murcia, (ESP) |
| 2012. január 12. 20:00 | három játékos 5 | (13–14)     | Atajevas 10 | BBC Arena, Schaffhausen Nézőszám: 1100 Játékvezetők: San Jose, Murcia, (ESP) |
| 2012. január 12. 20:00 | 6× 3×           | Jegyzőkönyv | 10× 3× 2×   | BBC Arena, Schaffhausen Nézőszám: 1100 Játékvezetők: San Jose, Murcia, (ESP) |

| 2012. január 15. 19:00 | Litvánia     | 24 – 24     | Svájc     | Siemens Arena, Vilnius Nézőszám: 3400 Játékvezetők: Opava, Valek, (CZE) |
| 2012. január 15. 19:00 | Račkauskas 7 | (12–15)     | Vukelič 5 | Siemens Arena, Vilnius Nézőszám: 3400 Játékvezetők: Opava, Valek, (CZE) |
| 2012. január 15. 19:00 | 5× 2×        | Jegyzőkönyv | 4× 2×     | Siemens Arena, Vilnius Nézőszám: 3400 Játékvezetők: Opava, Valek, (CZE) |

### 6. csoport
| Csapat              | M | Gy | D | V | G+  | G–  | Gk  | P |
| ------------------- | - | -- | - | - | --- | --- | --- | - |
| Bosznia-Hercegovina | 4 | 4  | 0 | 0 | 124 | 97  | 27  | 8 |
| Görögország         | 4 | 2  | 0 | 2 | 112 | 94  | 18  | 4 |
| Ciprus              | 4 | 0  | 0 | 4 | 86  | 131 | −45 | 0 |

| 2011. november 2. 19:00 | Ciprus         | 20 – 38     | Bosznia-Hercegovina    | Cyprus College Atheltic Centre, Nicosia Nézőszám: 400 Játékvezetők: Andorka, Andorka, (HUN) |
| 2011. november 2. 19:00 | Efstathiadis 5 | (8–18)      | Stojanovic, Vrazalic 6 | Cyprus College Atheltic Centre, Nicosia Nézőszám: 400 Játékvezetők: Andorka, Andorka, (HUN) |
| 2011. november 2. 19:00 | 4× 2×          | Jegyzőkönyv | 4× 3×                  | Cyprus College Atheltic Centre, Nicosia Nézőszám: 400 Játékvezetők: Andorka, Andorka, (HUN) |

| 2011. november 5. 20:15 | Bosznia-Hercegovina | 32 – 26     | Ciprus          | Gradska dvorana, Goražde Nézőszám: 2000 Játékvezetők: Kavulic, Skruzny, (CZE) |
| 2011. november 5. 20:15 | Stojanovic 7        | (13–9)      | Papakyprianou 8 | Gradska dvorana, Goražde Nézőszám: 2000 Játékvezetők: Kavulic, Skruzny, (CZE) |
| 2011. november 5. 20:15 | 3× 3×               | Jegyzőkönyv | 8× 3×           | Gradska dvorana, Goražde Nézőszám: 2000 Játékvezetők: Kavulic, Skruzny, (CZE) |

| 2012. január 4. 19:00 | Görögország     | 31 – 13     | Ciprus    | Mikras 3, Szaloniki Nézőszám: 500 Játékvezetők: Cirligeanu, Florescu, (ROU) |
| 2012. január 4. 19:00 | három játékos 5 | (11–6)      | Argyrou 4 | Mikras 3, Szaloniki Nézőszám: 500 Játékvezetők: Cirligeanu, Florescu, (ROU) |
| 2012. január 4. 19:00 | 6× 3×           | Jegyzőkönyv | 5× 3×     | Mikras 3, Szaloniki Nézőszám: 500 Játékvezetők: Cirligeanu, Florescu, (ROU) |

| 2012. január 8. 17:00 | Ciprus           | 27 – 30     | Görögország  | University of Cyprus Athletic Center, Nicosia Nézőszám: 450 Játékvezetők: Maric, Masic, (SRB) |
| 2012. január 8. 17:00 | Papakyprianou 10 | (15–17)     | Tzimourtos 8 | University of Cyprus Athletic Center, Nicosia Nézőszám: 450 Játékvezetők: Maric, Masic, (SRB) |
| 2012. január 8. 17:00 | 4× 3×            | Jegyzőkönyv | 6× 2×        | University of Cyprus Athletic Center, Nicosia Nézőszám: 450 Játékvezetők: Maric, Masic, (SRB) |

| 2012. január 11. 18:00 | Bosznia-Hercegovina  | 31 – 29     | Görögország | Gradska dvorana, Goražde Nézőszám: 2500 Játékvezetők: Pedersen, Mortensen, (DEN) |
| 2012. január 11. 18:00 | Celica, Stojanović 5 | (15–17)     | Balomenos 8 | Gradska dvorana, Goražde Nézőszám: 2500 Játékvezetők: Pedersen, Mortensen, (DEN) |
| 2012. január 11. 18:00 | 4× 1×                | Jegyzőkönyv | 5× 2×       | Gradska dvorana, Goražde Nézőszám: 2500 Játékvezetők: Pedersen, Mortensen, (DEN) |

| 2012. január 15. 18:00 | Görögország | 22 – 23     | Bosznia-Hercegovina | Mikras 3, Szaloniki Játékvezetők: Dobrovits, Tajok, (HUN) |
| 2012. január 15. 18:00 | Alvanos 6   | (8–8)       | Karačić 7           | Mikras 3, Szaloniki Játékvezetők: Dobrovits, Tajok, (HUN) |
| 2012. január 15. 18:00 | 3× 3×       | Jegyzőkönyv | 8× 3× 2×            | Mikras 3, Szaloniki Játékvezetők: Dobrovits, Tajok, (HUN) |

### 7. csoport
| Csapat           | M | Gy | D | V | G+  | G–  | Gk  | P |
| ---------------- | - | -- | - | - | --- | --- | --- | - |
| Fehéroroszország | 4 | 3  | 0 | 1 | 120 | 99  | 21  | 6 |
| Románia          | 4 | 3  | 0 | 1 | 109 | 92  | 17  | 6 |
| Luxemburg        | 4 | 0  | 0 | 4 | 93  | 131 | −38 | 0 |

| 2011. november 2. 19:30 | Luxemburg | 20 – 35     | Románia            | Centre Sportif Schifflange, Schifflange Nézőszám: 600 Játékvezetők: Stokes, Bartlett, (SCO) |
| 2011. november 2. 19:30 | Decker 5  | (8–17)      | Csepreghi, Sabou 6 | Centre Sportif Schifflange, Schifflange Nézőszám: 600 Játékvezetők: Stokes, Bartlett, (SCO) |
| 2011. november 2. 19:30 | 4× 3×     | Jegyzőkönyv | 3× 3×              | Centre Sportif Schifflange, Schifflange Nézőszám: 600 Játékvezetők: Stokes, Bartlett, (SCO) |

| 2011. november 5. 15:30 | Románia  | 26 – 22     | Luxemburg  | Sala Polivalentă, Karácsonkő Nézőszám: 2300 Játékvezetők: Argyridis, Mouttas, (CYP) |
| 2011. november 5. 15:30 | Florea 9 | (14–8)      | Scholten 7 | Sala Polivalentă, Karácsonkő Nézőszám: 2300 Játékvezetők: Argyridis, Mouttas, (CYP) |
| 2011. november 5. 15:30 | 3× 3×    | Jegyzőkönyv | 4× 3×      | Sala Polivalentă, Karácsonkő Nézőszám: 2300 Játékvezetők: Argyridis, Mouttas, (CYP) |

| 2012. január 4. 19:00 | Fehéroroszország | 37 – 19     | Luxemburg | Sport Complex Olympiets, Mahiljov Nézőszám: 2000 Játékvezetők: Aliyev, Aghakishiyev, (AZE) |
| 2012. január 4. 19:00 | Shylovich 7      | (19–10)     | Decker 4  | Sport Complex Olympiets, Mahiljov Nézőszám: 2000 Játékvezetők: Aliyev, Aghakishiyev, (AZE) |
| 2012. január 4. 19:00 | 6× 3×            | Jegyzőkönyv | 3× 3×     | Sport Complex Olympiets, Mahiljov Nézőszám: 2000 Játékvezetők: Aliyev, Aghakishiyev, (AZE) |

| 2012. január 7. 19:00 | Luxemburg       | 32 – 33     | Fehéroroszország | Hall Omnisport Crauthem, Crauthem Nézőszám: 600 Játékvezetők: Bol, van Eck, (NED) |
| 2012. január 7. 19:00 | három játékos 6 | (14–14)     | Sz. Rutenka 12   | Hall Omnisport Crauthem, Crauthem Nézőszám: 600 Játékvezetők: Bol, van Eck, (NED) |
| 2012. január 7. 19:00 | 5× 3×           | Jegyzőkönyv | 8× 2× 1×         | Hall Omnisport Crauthem, Crauthem Nézőszám: 600 Játékvezetők: Bol, van Eck, (NED) |

| 2012. január 11. 19:00 | Románia     | 25 – 22     | Fehéroroszország | Sala Polivalentă, Bukarest Nézőszám: 5400 Játékvezetők: Buy, Pichon, (FRA) |
| 2012. január 11. 19:00 | Csepreghi 4 | (12–14)     | Sz. Rutenka 6    | Sala Polivalentă, Bukarest Nézőszám: 5400 Játékvezetők: Buy, Pichon, (FRA) |
| 2012. január 11. 19:00 | 3× 3×       | Jegyzőkönyv | 5× 3× 1×         | Sala Polivalentă, Bukarest Nézőszám: 5400 Játékvezetők: Buy, Pichon, (FRA) |

| 2012. január 15. 14:30 | Fehéroroszország | 28 – 23     | Románia   | Palace of Sport, Minszk Nézőszám: 3400 Játékvezetők: Hansen, Pettersen, (NOR) |
| 2012. január 15. 14:30 | Sz. Rutenka 11   | (15–12)     | Ghionea 5 | Palace of Sport, Minszk Nézőszám: 3400 Játékvezetők: Hansen, Pettersen, (NOR) |
| 2012. január 15. 14:30 | 8× 3×            | Jegyzőkönyv | 5× 3×     | Palace of Sport, Minszk Nézőszám: 3400 Játékvezetők: Hansen, Pettersen, (NOR) |

## Második forduló

### Párosítások
| 1. csapat    | Össz. | 2. csapat           | 1. mérk. | 2. mérk. |
| ------------ | ----- | ------------------- | -------- | -------- |
| Litvánia     | 39–50 | Lengyelország       | 17–24    | 22-26    |
| Oroszország  | 54–49 | Csehország          | 23–22    | 31-27    |
| Szlovénia    | 58–52 | Portugália          | 31–26    | 27-26    |
| Szlovákia    | 49–50 | Fehéroroszország    | 24–26    | 25-24    |
| Macedónia    | 53–51 | Ausztria            | 26–21    | 27-30    |
| Magyarország | 54–52 | Norvégia            | 27–21    | 27-31    |
| Izland       | 73–51 | Hollandia           | 41–27    | 32-24    |
| Németország  | 60–57 | Bosznia-Hercegovina | 36–24    | 24-33    |
| Svédország   | 40–41 | Montenegró          | 22–21    | 18-20    |

Minden időpont helyi idő szerint van feltüntetve.

### 1. mérkőzések
| 2012. június 9. 15:00 | Oroszország | 23 – 22     | Csehország | Sportcomplex Zvezdniy, Astrakhan Nézőszám: 4000 Játékvezetők: Gubica, Milosevic, (CRO) |
| 2012. június 9. 15:00 | Harbok 5    | (11–12)     | Horák 7    | Sportcomplex Zvezdniy, Astrakhan Nézőszám: 4000 Játékvezetők: Gubica, Milosevic, (CRO) |
| 2012. június 9. 15:00 | 4× 3×       | Jegyzőkönyv | 2× 2×      | Sportcomplex Zvezdniy, Astrakhan Nézőszám: 4000 Játékvezetők: Gubica, Milosevic, (CRO) |

| 2012. június 9. 15:00 | Szlovénia | 31 – 26     | Portugália | Arena Stožice, Ljubljana Nézőszám: 3000 Játékvezetők: Horacek, Novotny, (CZE) |
| 2012. június 9. 15:00 | Dolenec 8 | (11–10)     | Ferraz 5   | Arena Stožice, Ljubljana Nézőszám: 3000 Játékvezetők: Horacek, Novotny, (CZE) |
| 2012. június 9. 15:00 | 4× 3×     | Jegyzőkönyv | 6× 3× 2×   | Arena Stožice, Ljubljana Nézőszám: 3000 Játékvezetők: Horacek, Novotny, (CZE) |

| 2012. június 9. 15:15 | Németország  | 36 – 24     | Bosznia-Hercegovina | Porsche Arena, Stuttgart Nézőszám: 6200 Játékvezetők: Olesen, Pedersen, (DEN) |
| 2012. június 9. 15:15 | Gensheimer 8 | (18–7)      | Vražalić 7          | Porsche Arena, Stuttgart Nézőszám: 6200 Játékvezetők: Olesen, Pedersen, (DEN) |
| 2012. június 9. 15:15 | 7× 3×        | Jegyzőkönyv | 8× 2× 1×            | Porsche Arena, Stuttgart Nézőszám: 6200 Játékvezetők: Olesen, Pedersen, (DEN) |

| 2012. június 9. 16:00 | Szlovákia       | 24 – 26     | Fehéroroszország | Kassa Nézőszám: 4500 Játékvezetők: Leifsson, Palsson, (ISL) |
| 2012. június 9. 16:00 | három játékos 5 | (10–12)     | Rutenka 9        | Kassa Nézőszám: 4500 Játékvezetők: Leifsson, Palsson, (ISL) |
| 2012. június 9. 16:00 | 6× 3×           | Jegyzőkönyv | 6× 3×            | Kassa Nézőszám: 4500 Játékvezetők: Leifsson, Palsson, (ISL) |

| 2012. június 9. 16:30 | Macedónia           | 26 – 21     | Ausztria | Boris Trajkovski Sports Center, Skopje Nézőszám: 4500 Játékvezetők: Dentz, Reibel, (FRA) |
| 2012. június 9. 16:30 | Lazarov, Temelkov 5 | (16–10)     | Santos 5 | Boris Trajkovski Sports Center, Skopje Nézőszám: 4500 Játékvezetők: Dentz, Reibel, (FRA) |
| 2012. június 9. 16:30 | 4× 3×               | Jegyzőkönyv | 5× 3× 1× | Boris Trajkovski Sports Center, Skopje Nézőszám: 4500 Játékvezetők: Dentz, Reibel, (FRA) |

| 2012. június 10. 15:30 | Magyarország    | 27 – 21     | Norvégia  | Veszprém Aréna, Veszprém Nézőszám: 5000 Játékvezetők: Geipel, Helbig, (GER) |
| 2012. június 10. 15:30 | Császár, Nagy 6 | (12–10)     | Tvedten 6 | Veszprém Aréna, Veszprém Nézőszám: 5000 Játékvezetők: Geipel, Helbig, (GER) |
| 2012. június 10. 15:30 | 1× 3×           | Jegyzőkönyv | 5× 3×     | Veszprém Aréna, Veszprém Nézőszám: 5000 Játékvezetők: Geipel, Helbig, (GER) |

| 2012. június 10. 16:15 | Svédország | 22 – 21     | Montenegró   | Ericsson Globe, Stockholm Nézőszám: 4700 Játékvezetők: Brunovsky, Canda, (SVK) |
| 2012. június 10. 16:15 | Ekberg 9   | (12–10)     | Ševaljević 7 | Ericsson Globe, Stockholm Nézőszám: 4700 Játékvezetők: Brunovsky, Canda, (SVK) |
| 2012. június 10. 16:15 | 4× 1×      | Jegyzőkönyv | 5× 2×        | Ericsson Globe, Stockholm Nézőszám: 4700 Játékvezetők: Brunovsky, Canda, (SVK) |

| 2012. június 10. 16:45 | Litvánia                | 17 – 24     | Lengyelország | Siemens Arena, Vilnius Nézőszám: 3000 Játékvezetők: Gousko, Repkin, (BLR) |
| 2012. június 10. 16:45 | Malašinskas, Strazdas 5 | (9–12)      | Jurecki 7     | Siemens Arena, Vilnius Nézőszám: 3000 Játékvezetők: Gousko, Repkin, (BLR) |
| 2012. június 10. 16:45 | 5× 3×                   | Jegyzőkönyv | 4× 3×         | Siemens Arena, Vilnius Nézőszám: 3000 Játékvezetők: Gousko, Repkin, (BLR) |

| 2012. június 10. 18:30 | Izland        | 41 – 27     | Hollandia | Laugardalshöll, Reykjavík Nézőszám: 2200 Játékvezetők: Stolarovs, Licis, (LAT) |
| 2012. június 10. 18:30 | Guðjónsson 10 | (17–14)     | Adams 7   | Laugardalshöll, Reykjavík Nézőszám: 2200 Játékvezetők: Stolarovs, Licis, (LAT) |
| 2012. június 10. 18:30 | 1× 3×         | Jegyzőkönyv | 5× 3×     | Laugardalshöll, Reykjavík Nézőszám: 2200 Játékvezetők: Stolarovs, Licis, (LAT) |

### 2. mérkőzések
| 2012. június 16. 16:00 | Csehország  | 27 – 31 | Oroszország | ČEZ Aréna, Pardubice Játékvezetők: Abrahamsen, Kristiansen, (NOR) |
| 2012. június 16. 16:00 | (10-18)     |         |             | ČEZ Aréna, Pardubice Játékvezetők: Abrahamsen, Kristiansen, (NOR) |
| 2012. június 16. 16:00 | Jegyzőkönyv |         |             | ČEZ Aréna, Pardubice Játékvezetők: Abrahamsen, Kristiansen, (NOR) |

| 2012. június 16. 17:00 | Portugália | 26 – 27     | Szlovénia | Multusios de Guimarães, Guimarães Nézőszám: 4000 Játékvezetők: Lazaar, Reveret, (FRA) |
| 2012. június 16. 17:00 | Duante 5   | (8-13)      | Gajic 12  | Multusios de Guimarães, Guimarães Nézőszám: 4000 Játékvezetők: Lazaar, Reveret, (FRA) |
| 2012. június 16. 17:00 | 5×         | Jegyzőkönyv | 6×        | Multusios de Guimarães, Guimarães Nézőszám: 4000 Játékvezetők: Lazaar, Reveret, (FRA) |

| 2012. június 16. 18:30 | Montenegró  | 20 – 18 | Svédország | Morača Sports Center, Podgorica Játékvezetők: Dobrovits, Tajok, (HUN) |
| 2012. június 16. 18:30 | (13-14)     |         |            | Morača Sports Center, Podgorica Játékvezetők: Dobrovits, Tajok, (HUN) |
| 2012. június 16. 18:30 | Jegyzőkönyv |         |            | Morača Sports Center, Podgorica Játékvezetők: Dobrovits, Tajok, (HUN) |

| 2012. június 16. 19:10 | Norvégia    | 31 – 27 | Magyarország | Oslo Nézőszám: 6000 Játékvezetők: Krstic, Ljubic, (SLO) |
| 2012. június 16. 19:10 | (14-13)     |         |              | Oslo Nézőszám: 6000 Játékvezetők: Krstic, Ljubic, (SLO) |
| 2012. június 16. 19:10 | Jegyzőkönyv |         |              | Oslo Nézőszám: 6000 Játékvezetők: Krstic, Ljubic, (SLO) |

| 2012. június 16. 20:00 | Hollandia   | 24 – 32 | Izland | Sportcentrum Glanerbrook, Geleen Nézőszám: 500 Játékvezetők: Zotin, Volodkov, (RUS) |
| 2012. június 16. 20:00 | (12-15)     |         |        | Sportcentrum Glanerbrook, Geleen Nézőszám: 500 Játékvezetők: Zotin, Volodkov, (RUS) |
| 2012. június 16. 20:00 | Jegyzőkönyv |         |        | Sportcentrum Glanerbrook, Geleen Nézőszám: 500 Játékvezetők: Zotin, Volodkov, (RUS) |

| 2012. június 16. 20:25 | Ausztria    | 30 – 27 | Macedónia | Bécs Játékvezetők: Mazeika, Gatelis, (LTU) |
| 2012. június 16. 20:25 | (13-14)     |         |           | Bécs Játékvezetők: Mazeika, Gatelis, (LTU) |
| 2012. június 16. 20:25 | Jegyzőkönyv |         |           | Bécs Játékvezetők: Mazeika, Gatelis, (LTU) |

| 2012. június 17. 13:30 | Bosznia-Hercegovina | 33 – 24 | Németország | Olympic Hall Zetra, Szarajevó Nézőszám: 1500 Játékvezetők: Lopez, Ramirez, (ESP) |
| 2012. június 17. 13:30 | (15-12)             |         |             | Olympic Hall Zetra, Szarajevó Nézőszám: 1500 Játékvezetők: Lopez, Ramirez, (ESP) |
| 2012. június 17. 13:30 | Jegyzőkönyv         |         |             | Olympic Hall Zetra, Szarajevó Nézőszám: 1500 Játékvezetők: Lopez, Ramirez, (ESP) |

| 2012. június 17. 17:00 | Fehéroroszország | 24 – 25 | Szlovákia | Minszk Aréna, Minszk Nézőszám: 13200 Játékvezetők: Nikolov, Nachevski, (MKD) |
| 2012. június 17. 17:00 | (10-12)          |         |           | Minszk Aréna, Minszk Nézőszám: 13200 Játékvezetők: Nikolov, Nachevski, (MKD) |
| 2012. június 17. 17:00 | Jegyzőkönyv      |         |           | Minszk Aréna, Minszk Nézőszám: 13200 Játékvezetők: Nikolov, Nachevski, (MKD) |

| 2012. június 17. 17:30 | Lengyelország | 26 – 22 | Litvánia | Spodek Arena, Spodek Játékvezetők: Kékes, Kékes, (HUN) |
| 2012. június 17. 17:30 |               |         |          | Spodek Arena, Spodek Játékvezetők: Kékes, Kékes, (HUN) |
| 2012. június 17. 17:30 | Jegyzőkönyv   |         |          | Spodek Arena, Spodek Játékvezetők: Kékes, Kékes, (HUN) |